# Моја чудовишта и ја
{{Телевизијска емисија
| име = Моја чудовишта и ја
| слика =
| опис_слике =
| наслов = 
| име2 =
| жанр = комедија
| формат = ТВ серија
| издавач =
| творац = Марк Глант
| сценариста =
| режија =
| креативни_директор =
| водитељ =
| улоге =
| комисија =
| гласови =
| наратор =
| музичка_тема =
| почетна_тема =
| завршна_тема =
| слоган =
| композитор =
| држава =  Аустралија
 Уједињено Краљевство
| језик = енглески 
| сезоне = 2
| епизоде = 26
| списак =
| извршни_продуцент = Џим Рапсас
| ко_извршни =
| продуцент = -{The Jim Henson Company
Network Ten (Australia)
CBBC (UK)
ZDF (Germany)
Frisbee}-
| supervising_producer =
| помоћни_продуцент =
| consulting_producer =
| ко-продуцент =
| story_editor =
| монтажер =
| локација =
| кинематографија =
| камера =
| трајање = 23 минута
| продукција =
| дистрибутер =
| канал =
| формат_слике =
| формат_тона =
| премијерно_приказивање = Network Ten (Australia)
CBBC (UK)
ZDF (Germany)
Frisbee (Italy)
JeemTV (Qatar)
Ултра ТВ (Србија)
| почетак = 18. октобар 2010
| крај = 27. април 2011.
| статус =
| претходник =
| наследник =
| сродство =
| емитовање_у_Србији = да
| канал2 = Ултра ТВ
| мрежа2 =
| формат_слике2 =
| формат_тона2 =
| премијерно_приказивање2 =
| почетак2 = 2013.
| крај2 =
| статус2 =
| претходник2 =
| наследник2 =
| сродство2 =
| сајт =
| сајт2 =
| imdb_id = 1676824
| tv_com_id =
}}
Моја чудовишта и ја (енгл. Me and My Monsters) аустралијска је дечија играна телевизијска комедија. Први пут је приказана на каналу Network Ten. У Србији се приказивала 2013. године на Ултра ТВ, синхронизована на српски језик. Синхронизацију је радио студио Лаудворкс.

## Радња
Породица Карлсон се сели у Енглеску. У кући коју су купили су од почетка била чудовишта која живе у подруму те куће.

## Списак ликова

### Главни ликови
- Еди је најбољи пријатељ чудовишта. Он не воли да иде у школу. Чудовишта га зову Људски Еди.
- Анђела је тринаестогодишња тинејџерка. Она мрзи чудовишта, зато што јој улазе у собу, сметају и краду ствари.
- Кејт је Едијева и Анђелина мајка. Она је куварица. Чудовишта је зову Људска мама стварчица
- Ник је Едијев и Анђелин тата. Он мрзи чудовишта више од свих. Чудовишта га зову Људски тата стварчица
- Хагис је црвено и наранџасто чудовиште, веома је стидљив.
- Финд је главно чудовиште, зелене боје. Он смишља невоље, у којима друга чудовишта морају да учествују.
- Норман је љубичасто чудовиште, не уме да говори. Финд преводи шта он каже, веома је паметан.

### Споредни ликови
- Доктор Стенсон је доктор који лечи Хагиса преко телефона у трећој епизоди. Препоручио је лечење Нику.
- Сара је Никова колегеница, она њега зове само телефоном, никад се није појављивала, али у четврој епизоди је Еди мислио да је она С.
- Рођак Херман је измишљени рођак Којег је Финд измислио, у 5. епизоди. Касније га је Хагис глумио.
- Џеф је Ников Шеф. Појављује се у око пар епизода.
- Чарли из фабрике чоколаде појављује се у 6. епизоди.
- Марк је школски новинар који се појављује у 8. епизоди. Он свира виолину.
- Марија је из чистачица из агенције за чишћење, коју је Кејт запослила да почисти њихову кућу. Кад је видела чудовишта дала је отказ. Појавила се у 10. епизоди.
- Урош је беба која се појављује у 11. епизоди. Хагис и чудовишта су мислили да је Хагисова беба. Анђела је требало да га чува.
- Линда је Урошева мама. Појављује се у 11. епизоди.
- Кевин је дечак који живи преко пута куће у којој живе породица Карлсон и чудовишта. Кад је дошао да се игра са Едијем показао му је своје компјутерске игрице, које су играли. Појављује се у тринаестој епизоди.

## Епизоде
| Сезона | Сезона | Епизоде | Епизоде | Оригинално емитовање | Оригинално емитовање |
| Сезона | Сезона | Епизоде | Епизоде | Премијера            | Финале               |
| ------ | ------ | ------- | ------- | -------------------- | -------------------- |
|        | 1.     | 13      | 13      | 18. октобар 2010.    | 22. новембар 2010.   |
|        | 2.     | 13      | 13      | 11. април 2011.      | 27. април 2011.      |